# Giuseppe Leonardi
Giuseppe Leonardi (né le 31 juillet 1996 à Catane) est un athlète italien, spécialiste du 490 m.
Il remporte la médaille d’argent lors des Championnats d'Europe juniors 2015. Le 17 juin 2017, il monte son record personnel sur 400 m à 46 s 19 à Florence. Il remporte la médaille d’or du relais 4 x 400 lors des Jeux méditerranéens de 2018. Il remporte la médaille de bronze du relais poursuite lors des Jeux européens de 2019.